# Sơn Thành, Hạc Bích
Sơn Thành (chữ Hán giản thể:山城区, âm Hán Việt: Sơn Thành khu) là một quận thuộc địa cấp thị Hạc Bích, tỉnh Hà Nam, Cộng hòa Nhân dân Trung Hoa. Quận Sơn Thành có diện tích 176 km², dân số năm 2002 là 242.800 người. Mã số bưu chính của Sơn Thành là 458030. Quận Sơn Thành được chia thành 5 nhai đạo, 2 hương. 
- Nhai đạo: Hồng Kỳ, Sơn Thành Lộ, Lộc Lâu, Thang Hà Kiều, Trường Phong Trung Lộ.[2]
- Hương: Lộc Lâu, Thạch Lâm.[2]